# Helia caliginosa
Helia caliginosa là một loài bướm đêm trong họ Erebidae.